# Folcmar d'Utrecht
Folcmar d'Utrecht, ou Poppon d'Utrecht en religion († 11 décembre 990) fut à partir de 977 évêque d’Utrecht.
Son père était le comte palatin Adalbéron de Saxe (de).
Il était chanoine du chapitre de Hildesheim. Il fit venir son neveu Bernward au séminaire du chapitre.
Il devint chancelier d'empire en 975 sous le règne d'Otton II, qui l'éleva au rang d'évêque en 976. On lui confia à l'hiver 977-78 à Utrecht la garde des chefs rebelles Henri le Querelleur et Egbert le Borgne (de), après l'échec de leur tentative.
À la mort d'Otton II en décembre 983, Folcmar crut bon de libérer le duc Henri, alors le plus proche parent de l'enfant-roi Otton III encore en Allemagne, et il se rallia à sa cause. Au début d'avril 984, il fut dépêché en tant que plénipotentiaire d'Henri à Werla (palais des Ottoniens, à environ 15 km de la forteresse d'Asselburg), pour entamer les pourparlers avec les barons allemands partisans de son adversaire, le jeune Otton III.
Il proposa la charge d'abbé de Deventer à Bernward de Hildesheim avant 987.

## Source
- (de) Cet article est partiellement ou en totalité issu de l’article de Wikipédia en allemand intitulé « Folkmar von Utrecht » (voir la liste des auteurs).